# Филлип-Айленд (трасса)
Автодром Филлип-Айленд — гоночная трасса на острове Филлипа, который расположен на острове Филлип, границе Бассова пролива и залива Вэстерн Порт в штате Виктория, Австралия.

## Текущий статус
В 2006 и 2007 годах Филлип-Айленд принимал гранд финал чемпионата V8 Supercars, также на нем регулярно проводятся гонки чемпионатов MotoGP и Супербайка.
Многомиллионные вложения в реконструкцию были сделаны в 2006 году, теперь автодром может принимать и картинговые соревнования